# Ewald-Heinrich von Kleist-Schmenzin

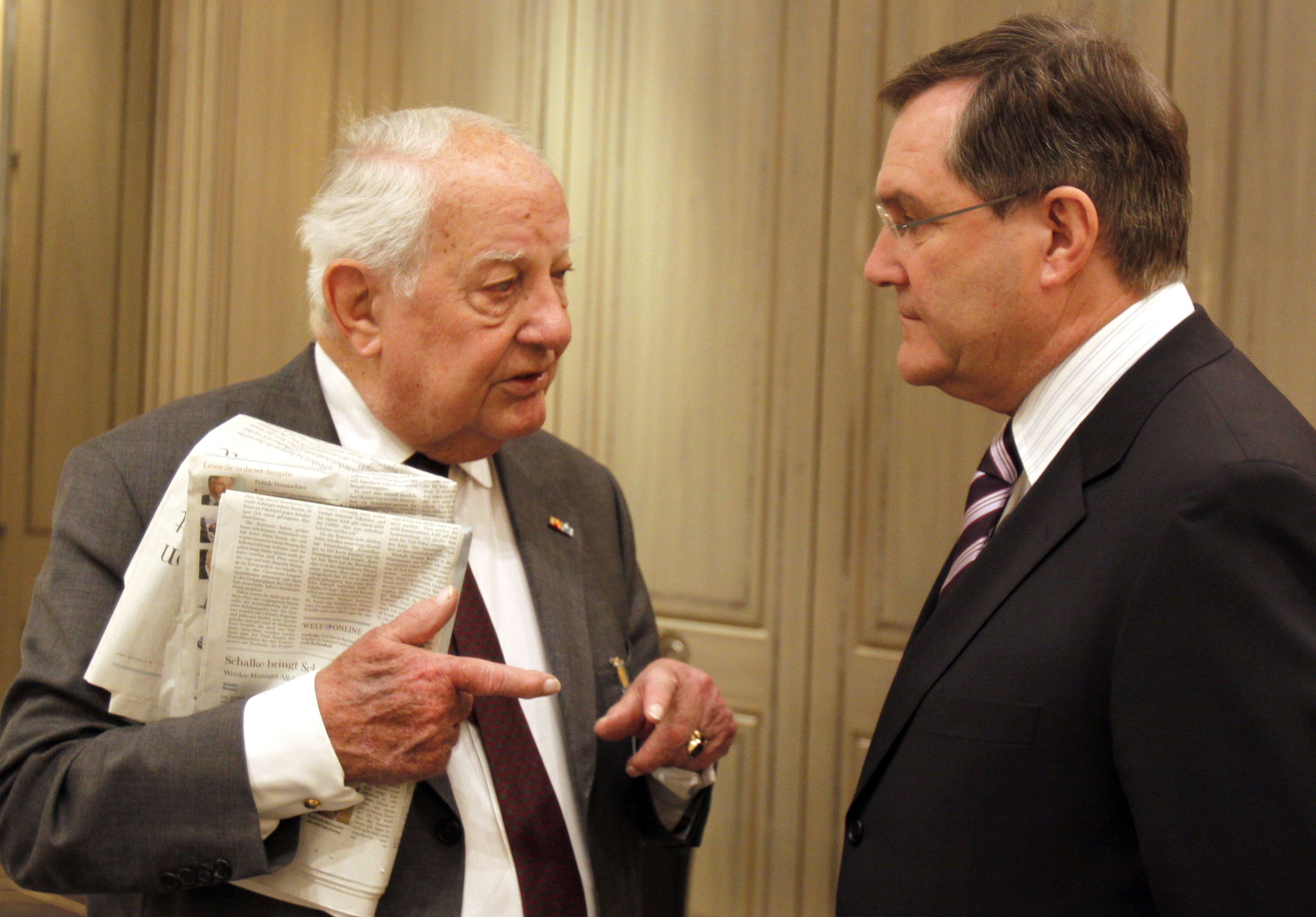
Ewald-Heinrich von Kleist-Schmenzin (po lewej; 2009)

Ewald-Heinrich Hermann Konrad Oskar Ulrich Wolf Alfred von Kleist-Schmenzin (ur. 10 lipca 1922 w Smęcinie, zm. 8 marca 2013 w Monachium) – niemiecki wojskowy, oficer Wehrmachtu, uczestnik ruchu oporu Clausa von Stauffenberga.
Najstarszy z sześciorga dzieci pierwszego małżeństwa Ewalda von Kleist-Schmenzina i Anny von der Osten. Osobiście zwerbował go Claus von Stauffenberg do zamachu na Adolfa Hitlera. Po tym jak kandydat na zamachowca Axel von dem Bussche został ciężko ranny w styczniu 1944 roku na froncie wschodnim, w lutym 1944 Stauffenberg podszedł von Kleist-Schmenzina. Jak dotychczas Bussche proponował, zamach miałby odbyć się podczas demonstracji. Von Kleist-Schmenzin prosił też o rozmowę ze swoim ojcem, przed podjęciem decyzji o zamachu samobójczym. Ojciec wychodził z założenia, że takiej prośbie Stauffenberga nie może odmówić: "Tak. Musisz to zrobić. Kto w takim momencie zawiedzie, nigdy nie będzie z życia zadowolony" ("Ja, das musst Du tun. Wer in einem solchen Moment versagt, wird nie wieder froh im Leben").
Plany jednak nie powiodły się, ponieważ Hitler przesuwał z dnia na dzień termin demonstracji. 20 lipca 1944 roku von Kleist-Schmenzin działał już w berlińskim Bendlerblock jako jeden z licznych przygotowujących zamach. Po niepowodzeniu zamachu udało mu się jednak zatuszować swoją aktywność. W związku z brakiem wystarczających dowodów, w grudniu 1944 wstrzymano postępowanie przeciwko niemu. W ten sposób uniknął oskarżenia i do końca wojny był na froncie. 
W roku 1962 zorganizował w Monachium Monachijską Konferencję Bezpieczeństwa, znana później jako Monachijska Konferencja Polityki Bezpieczeństwa. Do roku 1998 był jej moderatorem. Poza tym był wydawcą oraz członkiem zakonu Joannitów.
Dnia 2 czerwca 1960 roku w Monachium ożenił się z Gundulą Freude, córką majora Richarda Freude i Irmagardy Castendyk. Mieli syna i córkę, mieszkali w Monachium.
Od momentu, kiedy umarł Philipp Freiherr von Boeselager von Kleist-Schmenzin był ostatnim żyjącym z kręgu Stauffenberga, któremu podczas jubileuszu 100. urodzin, wygłosił mowę.